# Большие Хутора (Краснодарский край)
Больши́е Хутора́ — село в сельском округе Абрау-Дюрсо муниципального образования город Новороссийск. 

## География
Расположено в 13,5 км к западу от центра Новороссийска, в 2,5 км к северу от села Абрау-Дюрсо. 

## Население
| 2002 | 2010  |
| ---- | ----- |
| 935  | ↗1267 |